# Gwen Hollington
Eleanor Gwendoline Hollington, de soltera Paxton, (1 de febrero de 1919 – 12 de junio de 2014) fue una lingüista británica especializada en Lenguas Modernas y Medievales que, durante la Segunda Guerra Mundial, trabajó como traductora civil para el Cuartel General de Comunicaciones del Gobierno en Bletchley Park de 1941 a 1945.

## Trayectoria
Obtuvo una beca para estudiar francés y alemán en el Girton College de Cambridge. Durante sus estudios, pasó un año en la Universidad de Friburgo para mejorar su alemán. En Cambridge, ganó azules en lacrosse y tenis sobre hierba. En una entrevista en 2011, declaró: 
“Antes de la guerra, viví en Alemania durante un año estudiando en Friburgo como parte de mi carrera e hice muchos amigos. Muchos de los alemanes que conocí eran encantadores, así que era difícil pensar en ellos como el enemigo”.
Al graduarse, fue reclutada para trabajar como traductora civil en el Hut 4 de Bletchley Park, traduciendo comunicaciones navales descifradas del alemán al inglés. Trabajó allí durante cuatro años, mientras se alojaba con una familia en Woburn Sands. Después de la guerra, trabajó para una editorial como asistente literaria. Se casó con Barrie Hollington (murió en 1964), con quien tuvo cinco hijos.